# Hana Procházková
Hana „Hanka“ Procházková (* 23. Juli 1977) ist eine tschechische Badmintonspielerin. 

## Karriere
Hana Procházková wurde 1994 und 1995 zweimal tschechische Juniorenmeisterin. 2002 errang sie ihren ersten Titel bei den Erwachsenen. Drei weitere Titel folgten bis 2008. 2003 nahm sie an der Weltmeisterschaft teil und wurde sowohl 33. im Einzel als auch 33. im Mixed.

## Sportliche Erfolge
| Saison | Veranstaltung                                   | Disziplin   | Platz | Name                                 |
| ------ | ----------------------------------------------- | ----------- | ----- | ------------------------------------ |
| 1994   | Tschechische Einzelmeisterschaften der Junioren | Damendoppel | 1     | Hana Procházková / Dita Feiferová    |
| 1995   | Tschechische Einzelmeisterschaften der Junioren | Damendoppel | 1     | Hana Prochazková / Jana Novotná      |
| 1995   | Ungarn: Internationale Juniorenmeisterschaften  | Damendoppel | 1     | Hana Procházková / Hana Veverová     |
| 2002   | Tschechische Einzelmeisterschaften              | Damendoppel | 1     | Ivana Vilimková / Hana Procházková   |
| 2003   | Weltmeisterschaft                               | Dameneinzel | 33    | Hana Procházková                     |
| 2003   | Weltmeisterschaft                               | Mixed       | 33    | Jiří Skočdopole / Hana Procházková   |
| 2004   | Tschechische Einzelmeisterschaften              | Mixed       | 1     | Jiří Skočdopole / Hana Procházková   |
| 2005   | Tschechische Einzelmeisterschaften              | Dameneinzel | 1     | Hana Procházková                     |
| 2008   | Tschechische Einzelmeisterschaften              | Damendoppel | 1     | Hana Procházková / Kristína Ludíková |
| 2008   | Tschechische Einzelmeisterschaften              | Mixed       | 2     | Jiří Skočdopole / Hana Procházková   |